# Rainer Wälde
Rainer Wälde (* 1961 in Freudenstadt) ist ein deutscher Diplom-Verwaltungswirt (FH), Journalist, Filmproduzent und Autor.

## Leben
Rainer Wälde wurde als Sohn eines Postinspektors und Nachfahre Heinrich Schickhardts in Freudenstadt geboren. Nach dem Besuch des Kepler-Gymnasiums in Freudenstadt und bestandenem Abitur am Erasmus-Gymnasium in Denzlingen wechselte er 1981 an die Fachhochschule für öffentliche Verwaltung in Kehl. Nach Abschluss seines Studiums zum Diplom-Verwaltungswirt (FH) arbeitete er zunächst in der Öffentlichen Verwaltung und wurde anschließend Rundfunkredakteur und Fernsehmoderator. Er war unter anderem für NBC Super Channel, das niederländische Fernsehen EO, den MDR und RTL tätig. Seit 1997 ist er Master-Trainer für Moderne Umgangsformen. Von 2004 bis 2015 war er Herausgeber des Referenzwerkes „Der Große Knigge“ (Verlag der Deutschen Wirtschaft), ist Mitbegründer und seit 2006 Vorsitzender des Deutschen Knigge-Rats.
Seit 1997 arbeitet Wälde als freier Filmproduzent und Autor. Er hat über 200 Reisereportagen und zahlreiche Dokumentarfilme gedreht, die international ausgezeichnet wurden. Seine Fernsehserie „In 115 Tagen um die Welt“ wurde 2009 mit dem World Media Award ausgezeichnet. Laut FOCUS zählt er zu den Erfolgsmachern 2009 und gehört zu den 100 Top-Rednern in Deutschland von Speakers Excellence. Sein Dokumentarfilm „Schweizer Lichtgestalten“ über Reformatoren in der Schweiz hat 2017 den World Media Award in Silber erhalten. Auch sein Film „Im Segen der irischen Mönche: Columban und Gallus verändern Europa“ erhielt einen silbernen Globe beim „World Media Festival“.
Seine erste Frau Bettina verstarb 1998 an Krebs. Gemeinsam hatten sie noch beschlossen, eine Initiative für andere Betroffene zu gründen, woraus „proLIFE“ entstand. 2001 heiratete er seine zweite Frau, die Gemeindediakonin Ilona Dörr-Wälde. Sie gründeten die TYP Akademie, bauten sie zum Franchiseunternehmen aus und wurden damit Marktführer im deutschsprachigen Raum.
Seit 2017 ist er Leiter der „Gutshof Akademie“ in Frielendorf-Großropperhausen, die sich als Zentrum für Sinnsucher und -stifter versteht, mit der „Gutshof Kapelle“, die täglich für Pilger geöffnet ist.

## Veröffentlichungen

### Bücher
- Braunfels: das Buch zur Stadt, Wälde, Braunfels 1990, ISBN 978-3-927825-01-7.
- Herzlich willkommen. Typ-Color, Farbe plus Stil (Ratgeber), Schulte und Gerth, Aßlar 1996, ISBN 978-3-89437-437-2; 2. Aufl. 1996 unter dem Titel Gestatten Sie. Typ-Color, Farbe plus Stil, ISBN 978-3-89437-382-5.
- Bis zur Tür des Himmels. Die letzten 300 Tage mit Bettina, Schulte und Gerth, Aßlar 1999, ISBN 978-3-89437-627-7.
- Die neue Farb- und Stilberatung. Typ-Color, Farbe Plus Stil, Schulte und Gerth, Aßlar 2000, ISBN 978-3-89437-696-3.
- Guter Stil. Mit Gefühl, Takt und Umsicht zum Erfolg; ihr Knigge für mehr Sicherheit und Souveränität, Knaur-Ratgeber-Verlag, München 2007, ISBN 978-3-426-64533-8.
- Understatement. Der Stil des Erfolgs, Frankfurter Allgemeine Buch, Frankfurt a. M. 2008, ISBN 978-3-89981-174-2.
- Personal Branding. Natürlich erfolgreich. Auch bei Facebook, Twitter & Co., Wälde media, Limburg 2010, ISBN 978-3-927825-04-8.
- Meine Reise zum Leben. Auf den Spuren der irischen Mönchen, Adeo, Aßlar 2010, ISBN 978-3-942208-12-3.
- Du bist der Held deiner Geschichte. Wie dir Filme helfen, dein Potenzial zu entdecken, Neukirchener Aussaat, Neukirchen-Vluyn 2015, ISBN 978-3-7615-6186-7.
- Der grosse Kreuzfahrt Knigge, Wälde media, Limburg 2016, ISBN 978-3-927825-21-5.
- Der goldene Schatten. Mit sich selbst versöhnt leben und das eigene Potenzial entfalten, Wälde media, Frielendorf 2022, ISBN 978-3-927825-32-1.

Kommissar Timo von Sternberg-Reihe
- Herbstbeben. Timo von Sternbergs erster Fall, Wälde media, Frielendorf 2021, ISBN 978-3-927-82526-0.
- Winterzittern. Timo von Sternbergs zweiter Fall, Wälde media, Frielendorf 2021, ISBN 978-3-927-82528-4.
- Frühlingsgrollen. Timo von Sternbergs dritter Fall, Wälde media, Frielendorf 2022, ISBN 978-3-927-82530-7.

als Mitautor
- mit Bettina Wälde: Mut zur Farbe. Typ-Color, Farbe Plus Stil, Schulte und Gerth, Aßlar 1994, ISBN 978-3-89437-308-5.
- mit Nicole Schol: Irisches Gebetbuch, Adeo, Aßlar 2010, ISBN 978-3-942208-13-0.
- mit Gundula Gause: Landkarten des Lebens. Wie wir werden, was wir sind, Adeo, Aßlar 2012, ISBN 978-3-942208-54-3.

als Herausgeber
- mit Bettina Wälde: Perspektiven. An der Schwelle zu einem neuen Jahrtausend, Johannis, Lahr 1994, ISBN 978-3-501-00671-9.
- Alkoholfrei. Ermutigende Lebensberichte, Blaukreuz-Verlag, Wuppertal 1996, ISBN 978-3-89175-131-2.
- Mit Krebs leben. Betroffene über ihren Alltag nach der Diagnose, Schulte und Gerth, Aßlar 3. Aufl. 1998, ISBN 978-3-89437-389-4.
- Im Sog der Flimmerkiste. Anregungen für einen gesunden Umgang mit dem Fernsehen, Gerth Medien, Aßlar 1996, ISBN 978-3-89437-419-8.
- Wenn die Geigen vom Himmel fallen. Authentische Ehegeschichten, Gerth Medien, Aßlar 1997, ISBN 978-3-89437-489-1.
- Treffpunkt Leben. Gott begegnen, Schulte und Gerth, Aßlar 2002, ISBN 978-3-89437-780-9.
- Melanie Steiner: Small-Talk-Geheimnisse. Passende Worte auswählen, richtige Signale senden, peinliche Tabus vermeiden, VNR, Bonn 2014, ISBN 978-3-8125-2049-2.

### Filme (Auswahl)
- Cae & Eddie Gauntt. Was uns hält – Ein musikalisches Porträt von Rainer Wälde. ERF, 1989.
- Im Segen der irischen Mönche. Dokumentation, 60 Min., 2011.
- Meine Reise zum Leben. Dokumentation, 75 Min., 2011.
- Europas Leuchtfeuer. Dokumentation, 60 Min. Deutschland, Schweden, Italien, 2012.
- Heinrich Schickhardt. Der schwäbische Leonardo. Dokumentation, 45 Min., 2014.
- Beacons of Hope – Bridget of Sweden, Catherine of Siena and Teresa of Ávila. Dokumentation, 60 Min., 2014.
- Schweizer Lichtgestalten: Bruder Klaus, Ulrich Zwingli und Johannes Calvin verändern die Welt. Dokumentation, 60 Min., 2016.